# Sveti Jakov
Sveti Jakov (do roku 1991 Jakov, italsky San Giacomo) je malá vesnice a přímořské letovisko v Chorvatsku v Přímořsko-gorskokotarské župě. Nachází se na ostrově Lošinj a je součástí opčiny města Mali Lošinj. V roce 2011 zde žilo celkem 77 obyvatel. Název znamená svatý Jakub.
Sousedními vesnicemi jsou Ćunski a Nerezine.